# ویکتور لئونتیف
ویکتور لئونتیف (روسی: Виктор Анатольевич Леонтьев؛ زادهٔ ۲۷ آوریل ۱۹۴۰) ژیمناست هنری اهل اتحاد جماهیر شوروی سوسیالیستی بود.
وی در مسابقات کشوری و بین‌المللی در مجموع برندهٔ ۵ مدال نقره شده‌است.